# Андский канделябр
А́ндский канделя́бр (также Канделя́бр Пара́каса, от исп. Candelabro de Paracas) — рисунок-геоглиф на песчаном грунте, недалеко от города Писко (Перу). («Лас Трес Крусес» — «Три Креста», как его называли местные жители).

## Техника исполнения
Геоглиф выкопан в прибрежном склоне, состоящем из уплотнённого песка. Стенки канав обложены камнем, что и обусловило их долгую сохранность. Глубина канав — до 60 см. Размер рисунка: длина — 128 м, ширина — 74 м (по другим сведениям — чуть более 70 м), а толщина линий — от 1,5 до 4 м.